# Твикстер
Тви́кстер (англ. Twixter) — неологизм, который описывает новое поколение молодых людей в США и других промышленно развитых странах, которые в каком-то смысле оказываются в «ловушке» между подростковым и взрослым возрастом. Этот западный неологизм близок по смыслу к японскому термину паразит-одиночка.
Твикстеры — это, как правило, молодые люди, которые живут со своими родителями и не являются финансово независимыми. Если они работают, они часто имеют неустойчивую и низкооплачиваемую работу. Возможно, они недавно покинули университет или среднюю школу или недавно начали карьеру.

## Суть явления
Журнал Time опубликовал статью под названием «Поколение Twixter: молодые взрослые, которые не повзрослеют», в январе 2005 года, освещая эту относительно неясную демографическую группу. Статья была сфокусирована на твикстерах высшего и среднего класса, чьи родители могли их поддержать. В статье не делалось различий между людьми, которые жили самостоятельно с помощью своих родителей, и людьми, которые жили со своими родителями, и при этом в ней не упоминались твикстеры более низкого класса, похожие на NEET и фритеров в других обществах.
Появление твикстеров не совсем ново, так как оно похоже на социальные явления, наблюдаемые в других индустриальных обществах. С 1980-х и 1990-х годов в Японии среди молодёжи наблюдается рост паразитов-одиночек и фритеров, которые живут с родителями и работают на неприхотливых и низкоквалифицированных работах. Ходо-ходо дзоку являются сотрудниками, которые целенаправленно избегают продвижения по карьерной лестнице, чтобы минимизировать стресс и увеличить свободное время. Кроме того, в Европе с 1990-х годов наблюдается рост числа NEET.
В октябре 2007 года бывший министр экономики и финансов в Италии Томмазо Падоа-Скьоппа назвал людей в возрасте от двадцати лет, которые до сих пор живут со своими родителями, bamboccioni (что-то вроде «больших [то есть, взрослых] детей»), вызвав споры в итальянских СМИ. Газеты получали многочисленные письма от читателей, которые были лично оскорблены и указывали на то, что он не знает о положении значительной части итальянцев старше двадцати лет, которые живут примерно на 1000 евро в месяц и не могут позволить себе покинуть родительский дом. Аналогичная история наблюдается и в Испании, где используется термин mileurista для обозначения молодёжи, которая живёт с зарплатой в 1000 евро (mil euros). В Греции минимальная зарплата составляет 700 евро, и греческие СМИ популяризировали термин поколение 700 евро. Это поколение эволюционировало в обстоятельствах, ведущих к греческому долговому кризису, и участвовало в греческих протестах 2010—2011 годов.